# Tawar Miko
Tawar Miko is een bestuurslaag in het regentschap Aceh Tengah van de provincie Atjeh, Indonesië. Tawar Miko telt 305 inwoners (volkstelling 2010).